# Comincerà tutto un mattino: io donna tu donna
Comincerà tutto un mattino: io donna tu donna è un film del 1978 diretto da Angelo Pannacciò.